# Choustníkovo Hradiště
Choustníkovo Hradiště (deutsch Gradlitz) ist eine Gemeinde in Tschechien. Sie liegt fünf Kilometer östlich von Dvůr Králové nad Labem und gehört zum Okres Trutnov.

## Geographie

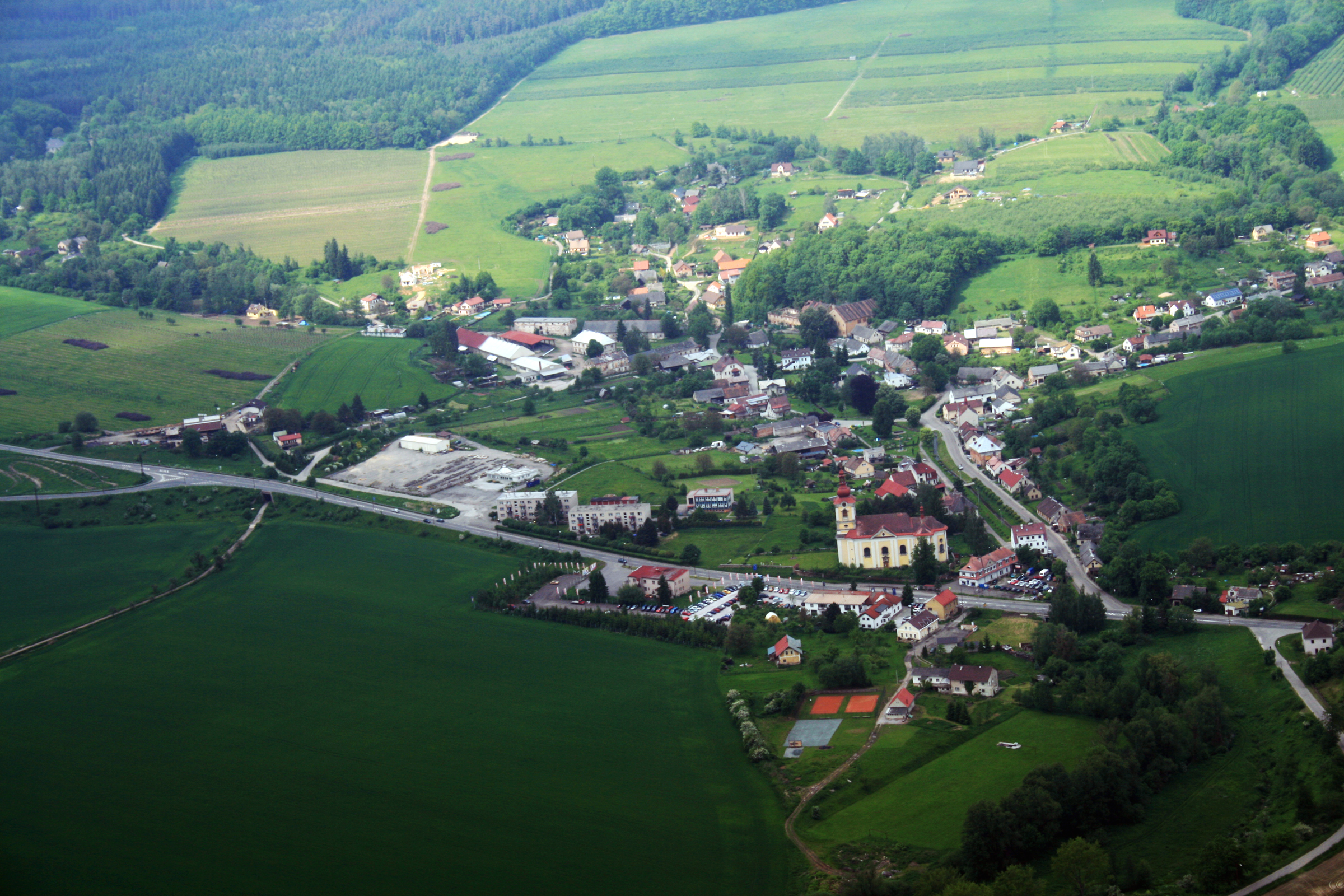
Luftbild

Der Ort befindet sich linkselbisch am Südrand des Königreichwaldes und wird vom Hradištský potok durchflossen.
Nachbarorte sind Kocbeře, Grunt und Ferdinandov im Norden, Kohoutov, Kašparova Hora und Kladruby im Nordosten, Kopaniny und Velká Bukovina im Osten, Vlčkovice v Podkrkonoší im Südosten, Kuks und Stanovice im Süden, Rycholko und Žireč im Südwesten, Zboží im Westen sowie Fibich und Nová Ves im Nordwesten.

## Geschichte
Die erste urkundliche Erwähnung des Dorfes, das im Zuge der deutschen Kolonisation deutschsprachig wurde, stammt aus dem Jahre 1316, als die Burg bis 1322 und wiederholt 1423 im Besitz der Herren von Turgov war. Die Ortsbezeichnung war damals Grediss, was sich von „Hradiště“ (Burgstätte) ableitet. Für 1382 sind die Brüder Wenzel/Václav und Johann Kruschina von Lichtenburg als Besitzer nachgewiesen, die für dieses Jahr mit dem Zusatz „de Hradiscz“ (z Hradiště) genannt wurden. Ende des 14. Jahrhunderts war Hradiště im Besitz des Hermann von Choustnik (Heřman z Choustníka), der die Burg erweiterte. Nach ihm nannten sich die Burg und die Siedlung „Heřmanův Choustník“. Die gleichnamige Herrschaft umfasste 1415 neben der Burg und der Siedlung noch zwei Vorwerke sowie vier Dörfer. Später bürgerte sich die Bezeichnung „Choustníkovo Hradiště“ ein. 1713 wird es als Gradlitz bezeichnet.
Die Burg an der alten Straße durch den Königreichwald hatte im 17. Jahrhundert ihre einstige Bedeutung verloren und wurde während des Dreißigjährigen Krieges 1646 durch den schwedischen Heerführer Hans Christoph von Königsmarck erobert und verwüstet. Unter Johann von Sporck erfolgten nach Kriegsende Reparaturen an der Burg. Als dessen Sohn Franz Anton 1684 mündig wurde, übernahm er die Herrschaft, ließ die Burg vollständig wiederherstellen und nutzte sie zeitweilig neben Lysá nad Labem als Zweitsitz für die Verwaltung der Herrschaft und während des Baus des Hospitals Kuks.
In den Jahren 1701 bis 1703 wurde in den herrschaftlichen Wäldern des Königreichwaldes durch Paul Franz Ferdinandi die Ansiedlung Ferdinandsdorf angelegt.
Als Franz Antons älteste Tochter Maria Eleonora nach einem unglücklichen Verkehr mit dem Grafen Kinsky dem Orden der Klarissen beitrat, richtete Sporck in der Burg ein Kloster ein, wo sie 1717 30-jährig verstarb.  1739 gaben die Nonnen das Kloster auf und kehrten nach Prag zurück. Danach fiel die Burg wüst; ihre Mauern wurden als Baumaterial genutzt.
Während des Deutschen Krieges fand am 30. Juni 1866 zwischen preußischen und österreichischen Truppen das Gefecht bei Gradlitz statt.
1901 ließ der Verschönerungsverein unter Führung des Grafen Gustav Swerts-Sporck eine Sporck-Büste aufstellen. Im selben Jahre hatte die Marktgemeinde Gradlitz 872 Einwohner, hinzu kamen noch 85 im Ortsteil Ferdinandsdorf. Gradlitz war Sitz einer landwirtschaftlichen Winterschule, die 1920 nach Arnau verlegt wurde.
1999 wurde der Sandsteinsockel erneuert und die Sporck-Büste feierlich wieder aufgestellt.

## Gemeindegliederung
Für Gemeinde Choustníkovo Hradiště sind keine Ortsteile ausgewiesen. Zu Choustníkovo Hradiště gehören die Ansiedlungen Ferdinandov (Ferdinandsdorf), Grunt (Grund) und Rycholka.

## Sehenswürdigkeiten
- Kirche zum Hl. Kreuz, erbaut 1760–1770
- Reste der Burg Choustníkovo Hradiště
- Statue des Hl. Johannes von Nepomuk
- Statue des Hl. Johannes von Gott
- Kupferne Büste des Grafen Franz Anton von Sporck, im Park des ehemaligen Hotels Sporck, 1901 durch den Reichenberger Bildhauer Eduard Gerhard geschaffen

## Persönlichkeiten
- Josef Veleba (1914–1997), österreichischer Hornist